# Ensign N176
O N176 é o modelo da Ensign da temporada de 1976 da Fórmula 1. Foi guiado por Chris Amon, Patrick Neve, Hans Binder e Jacky Ickx.

## Resultados[1]
(legenda) 
| Ano  | Chassi | Motor                | N° | Pilotos      | 1   | 2   | 3   | 4   | 5     | 6    | 7     | 8    | 9     | 10    | 11    | 12    | 13   | 14   | 15    | 16  | Pontos | Posição |  |
| ---- | ------ | -------------------- | -- | ------------ | --- | --- | --- | --- | ----- | ---- | ----- | ---- | ----- | ----- | ----- | ----- | ---- | ---- | ----- | --- | ------ | ------- |  |
|      |        |                      |    |              |     |     |     |     |       |      |       |      |       |       |       |       |      |      |       |     |        |         |  |
|      |        |                      |    |              | BRA | RSA | USW | ESP | BEL   | MON  | SWE   | FRA  | GBR   | GER   | AUT   | NED   | ITA  | CAN  | USA   | JPN |        |         |  |
| 1976 | N176   | Ford Cosworth DFV V8 | 22 | Chris Amon   |     |     |     | 5 G | Ret G | 13 G | Ret G |      | Ret G | Ret G |       |       |      |      |       |     | 21     | 12°     |  |
| 1976 | N176   | Ford Cosworth DFV V8 | 22 | Patrick Nève |     |     |     |     |       |      |       | 18 G |       |       |       |       |      |      |       |     | 21     | 12°     |  |
| 1976 | N176   | Ford Cosworth DFV V8 | 22 | Hans Binder  |     |     |     |     |       |      |       |      |       |       | Ret G |       |      |      |       |     | 21     | 12°     |  |
| 1976 | N176   | Ford Cosworth DFV V8 | 22 | Jacky Ickx   |     |     |     |     |       |      |       |      |       |       |       | Ret G | 10 G | 13 G | Ret G |     | 21     | 12°     |  |

↑1  O N174 foi utilizado por Amon nos GPs: África do Sul e Oeste dos Estados Unidos.